# Walter Döring

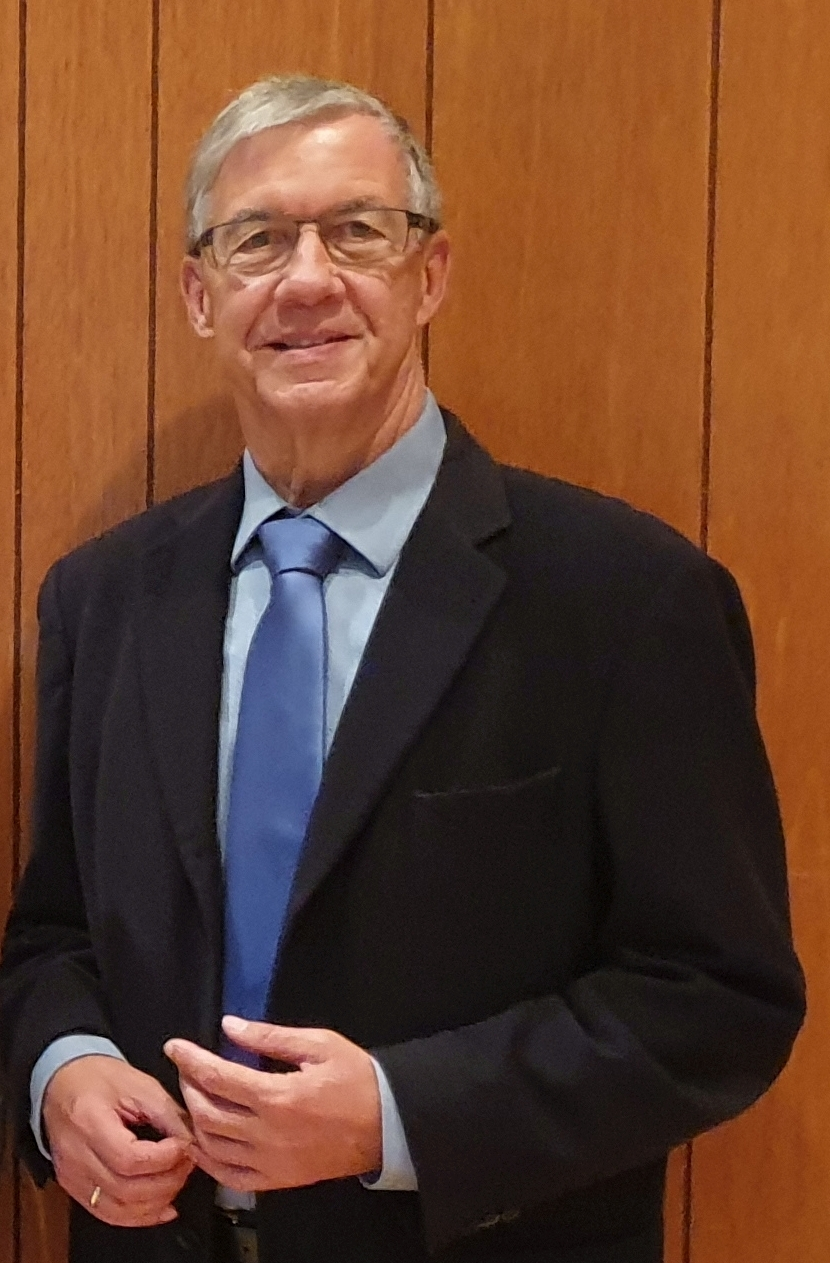
Walter Döring (2019)

Walter Döring (* 15. März 1954 in Stuttgart) ist ein deutscher Politiker (FDP). Er war stellvertretender Bundesvorsitzender der FDP und von 1996 bis 2004 Wirtschaftsminister des Landes Baden-Württemberg.

## Leben
Nach dem Abitur am Gymnasium bei St. Michael in Schwäbisch Hall studierte er Geschichte und Anglistik in Tübingen und promovierte zum Dr. phil. 1982 trat er in den Schuldienst ein und unterrichtete bis 1988 als Studienrat zunächst am Gymnasium in der Taus in Backnang, dann am Gymnasium bei St. Michael in Schwäbisch Hall. Seinen Beamtenstatus als Lehrer gab er als erster und bislang einziger Abgeordneter des Baden-Württembergischen Landtags freiwillig auf.
1980 wurde er Mitglied der FDP. 1981 wurde er Kreisvorsitzender der FDP Schwäbisch Hall/Crailsheim/Limpurger Land, seit 1983 gehörte er dem FDP-Landesvorstand Baden-Württemberg an, war 1985 bis 1988 Landesvorsitzender und wurde 1995 erneut in dieses Amt gewählt. 1996 erreichte er mit den Südwest-Liberalen 9,6 % der Wählerstimmen. In seinem eigenen Wahlkreis kam er sogar auf 19,7 %. Von 1985 bis 1988 und von 1995 bis 2004 war er Mitglied des FDP-Bundesvorstandes. Er trat zum 1. Juli 2004 vom Amt des Landes- und des stellvertretenden Bundesvorsitzenden der Liberalen zurück.
1984 wurde Döring in den Gemeinderat der Stadt Schwäbisch Hall gewählt. 1984 bis 1996 gehörte er dem Kreistag des Landkreises Schwäbisch Hall an. 1988 bis 2006 war er Mitglied des Landtags von Baden-Württemberg, darunter von 1988 bis 1996 als Vorsitzender der FDP/DVP-Landtagsfraktion. Ab 1996 war er Wirtschaftsminister Baden-Württembergs (Kabinett Teufel III und Kabinett Teufel IV) in einer Koalitionsregierung von CDU und FDP/DVP.
1999 wurde Döring durch eine Aktion der Satirezeitschrift "Titanic" diskreditiert. Eine fiktive Frau Edmunda Zlep bot angeblich an, Döring ihr gesamtes Vermögen in Höhe von mehreren Millionen Mark testamentarisch zu vermachen, um seinen Parteiaufstieg zu fördern, was der damalige Minister annehmen wollte. Die Erbschaftsaffäre fand in der Presse großen Widerhall; dass Döring dem Schwindel zunächst aufgesessen war, wurde ihm noch lange während seiner restlichen Amtszeit angelastet, besonders da er versucht hatte, das Geld auf sein Privatkonto übertragen zu lassen.
Am 18. Juni 2004 gab er aufgrund einer umstrittenen Spende des PR-Unternehmers Moritz Hunzinger seinen Rücktritt von allen seinen Ämtern zum 1. Juli 2004 bekannt. Dörings FDP-Kreisverband hatte von Hunzinger 1999 eine 10.000-DM-Spende erhalten. Die Spende stimmte genau mit der Summe überein, für die der Wirtschaftsminister eine Umfrage bei einem zur Hunzinger-Gruppe gehörenden Umfrageinstitut in Auftrag gegeben hatte. Aus formalen Gründen musste Döring bis zum 14. Juli 2004 als Wirtschaftsminister im Amt bleiben, bis sein Amtsnachfolger vereidigt war. Dörings Nachfolgerin als Vorsitzende des FDP-Landesverbandes Baden-Württemberg wurde Birgit Homburger.
Bereits im April 2004 war Dörings Immunität als Landtagsabgeordneter und auch als Mitglied der Bundesversammlung aufgehoben worden. Die Staatsanwaltschaft Karlsruhe ermittelte gegen ihn wegen des Verdachts der Vorteilsannahme. Nach Angaben der früheren Büroleiterin Dörings, Margot Haussmann soll die Abfallfirma FlowWaste, eine Tochtergesellschaft der FlowTex aus Ettlingen, eine Parteispende über ebenfalls 10.000 DM zugunsten des Wirtschaftsministers nicht über die Parteikasse geleitet haben. Da die Justizministerin und Parteikollegin Corinna Werwigk-Hertneck Döring von Einzelheiten über das Ermittlungsverfahren informiert haben soll, wurde auch gegen sie ermittelt. Sie trat am 22. Juli 2004 ebenfalls von ihren Ämtern zurück, bestritt aber den Vorwurf.
Döring kündigte 2005 seinen Ausstieg aus der Politik an. Im November 2012 erklärte er, sich für die Spitzenkandidatur der baden-württembergischen FDP für die Bundestagswahl 2013 bewerben zu wollen, weil die Lage seiner Partei ihn fast innerlich zerreiße. Während des Nominierungsparteitages zog Döring seine Kandidatur allerdings zurück und Dirk Niebel wurde (anstelle der Landesvorsitzenden Homburger) zum Spitzenkandidaten gewählt.
Seit 2014 gehört Döring wieder dem Kreistag des Landkreises Schwäbisch Hall an. Walter Döring ist seit 2018 Mitglied in der Verbandsversammlung des Region Heilbronn-Franken.
Döring ist in zweiter Ehe verheiratet und wohnt in Schwäbisch Hall. Zwillingsbruder ist der Philosoph Eberhard Döring.

## Tätigkeiten in der Wirtschaft
Im Oktober 2004 übernahm er einen Vorstandsposten bei der Stuttgarter Unternehmensberatung REM AG. Im selben Monat wurde er zum Aufsichtsratsvorsitzenden des Küchenherstellers Alno AG gewählt. Dem Unternehmen hatte er als Minister Landesbürgschaften über 8,5 Millionen Euro verschafft. Seinen Aufsichtsratsvorsitz kündigte er zum Jahresende 2006 im Zusammenhang mit dem mehrheitlichen Aktienerwerb durch die Münchner Küchen Holding GmbH, die Anteile des Finanzinvestors GermanCapital (München) und der Familie Hellwig vereinigt.
Ab Januar 2007 übernahm Döring den Aufsichtsratsvorsitz des Schwarzwälder Felgenherstellers BBS in Schiltach und löste damit den 71-jährigen Hans Peter Hirner ab. Im Laufe des Jahres 2005 übernahm die REM AG (Vorstand und Gesellschafter: Döring) die Sanierungsberatung für BBS. Die monatlichen Honorare für REM AG betrugen bis zum Januar 2007 mehrere zehntausend Euro. Nach dem Insolvenzantrag der BBS Kraftfahrzeugtechnik am 7. Februar 2007 kritisierte man Döring, weil er zum Zeitpunkt der Antragstellung im Urlaub in Vietnam weilte. Deshalb wurde ihm unterstellt, er habe sich als Chefkontrolleur nicht ausreichend um die Rettung des Unternehmens bemüht.
2010 wurde Döring zunächst Aufsichtsratsvorsitzender und dann stellvertretender Vorstandsvorsitzender der Windreich AG. Während der Bilanzpressekonferenz 2012 überrumpelte er den Vorstandsvorsitzenden und Alleinaktionär Willi Balz mit der Mitteilung, dass er als Vorstandsvize aufhöre und nur noch als Berater tätig sein wolle. Am 6. März 2013 wurden im Rahmen einer Durchsuchung durch die Staatsanwaltschaft Stuttgart bei der Windreich AG auch in seinen Privaträumen Akten beschlagnahmt. Döring sagte, die Vorwürfe beträfen sein ehemaliges Ressort nicht, er fühle sich „absolut sauber“.
Seit 2019 ist Döring ehrenamtlich als Koordinator der Bio-Musterregion Hohenlohe tätig.

## Auszeichnungen
- 1998: Bundesverdienstkreuz (am Bande)
- 2003: Großes Goldenes Ehrenzeichen mit dem Stern für Verdienste um die Republik Österreich[13]
- 2004: Bundesverdienstkreuz (1. Klasse)

## Ehrenamtliche Tätigkeit
Walter Döring war Jurymitglied von „Top Job“, einer Auszeichnung für die besten Arbeitgeber im deutschen Mittelstand.

## Veröffentlichungen
- Walter Döring, Werner Bruns (Hrsg.): Der selbstbewusste Bürger. Bouvier Verlag, Bonn 1995, ISBN 3-416-02559-8
- Walter Döring: Grundkurs Demografie – eine Einführung. Oscar Mahl Verlag, Schwäbisch Hall 2008, ISBN 978-3-923740-37-6
- Walter Döring: 2000 Jahre deutsche Geschichte entlang der Zahl 9. Frankfurter Literaturverlag, Frankfurt am Main 2009, ISBN 978-3-8372-0690-6